# We Were the Lucky Ones
We Were The Lucky Ones es una serie de televisión estadounidense de drama histórico, creada por Erica Lipez. Se estrenó en Hulu el 28 de marzo de 2024. Es una adaptación del libro homónimo de Georgia Hunter.
La serie dramatiza el holocausto desde la perspectiva de la familia Kurc, unos judíos polacos ficticios inspirados en personas reales. La historia se centra en los hermanos Halina (Joey King), Addy (Logan Lerman), Genec (Henry Lloyd-Hughes), Jakub (Amit Rahav), Mila (Hadas Yaron) y sus padres, Sol (Lior Ashkenazi) y Nechuma (Robin Weigert).

## Sinopsis
Antes de la Segunda Guerra Mundial, los Kurc, una familia judía polaca, llevaban una vida próspera y relativamente tranquila en Radom. Su éxito les protegía del virulento antisemitismo del país. Su protección no dura ya que la persecución de los judíos europeos por parte de Hitler se intensifica. La familia se encuentra escondida y en campos de concentración. Otros miembros de la familia consiguen escapar de la peligrosa situación en Europa refugiándose en Brasil. Una vez finalizada la Guerra, los supervivientes de la familia intentan descubrir a algún pariente vivo y reunirse.

## Elenco y personajes
- Joey King como Halina Kurc
- Logan Lerman como Addy Kurc
- Henry Lloyd-Hughes como Genec Kurc
- Amit Rahav como Jakub Kurc
- Hadas Yaron como Mila Kurc
- Sam Woolf como Adam
- Michael Aloni
- Moran Rosenblatt como Herta
- Eva Feiler como Bella
- Lior Ashkenazi como Sol Kurc
- Robin Weigert como Nechuma Kurc
- Ido Samuel como Isaac

## Episodios
| N.º | Título            | Dirigido por   | Escrito por         | Fecha de lanzamiento original | Código de prod. |
| --- | ----------------- | -------------- | ------------------- | ----------------------------- | --------------- |
| 1   | «Radom»           | Thomas Kail    | Erica Lipez         | 28 de marzo de 2024           | 1VEC01          |
| 2   | «Lvov»            | Amit Gupta     | Erica Lipez         | 28 de marzo de 2024           | 1VEC02          |
| 3   | «Siberia»         | Amit Gupta     | Adam Milch          | 28 de marzo de 2024           | 1VEC03          |
| 4   | «Casablanca»      | Neasa Hardiman | Adam Milch          | 4 de abril de 2024            | 1VEC04          |
| 5   | «Ilha Das Flores» | Neasa Hardiman | Jonathan Caren      | 11 de abril de 2024           | 1VEC05          |
| 6   | «Warsaw»          | —              | Eboni Booth         | 18 de abril de 2024           | 1VEC06          |
| 7   | «Monte Cassino»   | —              | Adam Milch & Tea Ho | 25 de abril de 2024           | 1VEC07          |

## Producción

### Desarrollo
La serie es producida por 20th Television y adaptada por Erica Lipez a partir del libro de Georgia Hunter We Were The Lucky Ones, basado en su propia experiencia familiar. Lipez también ejerce como showrunner y productora ejecutiva. Thomas Kail dirige y es productor ejecutivo, junto con Adam Milch y Jennifer Todd, productores ejecutivos de Old 320 Sycamore, y Ben Affleck y Matt Damon, productores ejecutivos de Pearl Street Films.

### Casting
Joey King, Logan Lerman y Henry Lloyd-Hughes fueron elegidos para interpretar a los hermanos que crecen en Radom, Polonia con el papel de Addy Kurc basado en el abuelo real de Hunter. Tanto King como Lerman han hablado de familiares suyos que escaparon del Holocausto.

### Rodaje
El rodaje comenzó en diciembre de 2022 y finalizó en la primavera de 2023. El rodaje tuvo lugar principalmente en Bucarest, Rumanía, y también en Málaga y Cádiz, España.

## Lanzamiento
La serie se estrenará en Hulu en Estados Unidos el 28 de marzo de 2024, Está disponible internacionalmente en la sección Star en Disney+, y Star+ en Latinoamérica.
Se estrenará en Disney+ en Australia y Nueva Zelanda el 17 de abril de 2024.

## Recepción
En el sitio web del agregador de reseñas Rotten Tomatoes tiene un índice de aprobación del 100%, basándose en 20 reseñas. El consenso crítico dice: «A partes iguales desgarradora y reafirmante, We Were the Lucky Ones es una historia de perseverancia contada con sensibilidad, a la que su maravilloso elenco dota de un corazón desgarrador». En Metacritic, tiene una puntuación media ponderada de 73 de 100, basada en 27 reseñas, indicando «reseñas generalmente favorables». RogerEbert.com llegó a la conclusión de que «We Were the Lucky Ones es una historia desafiante y desgarradora, que destroza el alma, y que ofrece toda la gama de horrores que se producen cuando has sido desplazado, desarraigado y deshumanizado». Aramide Tinibu, de Variety también elogió la serie diciendo: «Pasar un tiempo prolongado con cada miembro de los Kurcs permite al espectador adentrarse en su psique mientras absorbe diferentes perspectivas y opiniones en lugar de una visión monolítica de los supervivientes del Holocausto».
El sitio web judío Kveller elogió la serie como «un espectáculo visceral, conmovedor, arrollador y profundamente humano, uno de los mejores que verás en todo el año, y la representación judía en él es profundamente reflexiva, tal vez más que cualquier espectáculo que haya visto». Boston Globe concluyó: «Sí, la miniserie es desafiante, desgarradora e implacable. Pero se une a un inventario cada vez mayor de programas de televisión importantes, reveladores, memorables y oportunos sobre el Holocausto y la Segunda Guerra Mundial. En definitiva, es tan gratificante como desgarradora».